# Вольфрамати (мінерали)
Вольфрамати природні — клас мінералів, солі вольфрамових кислот. До них належить близько 15 мінералів, серед яких найважливішими є вольфраміт і шеєліт — головні мінерали вольфрамових руд. Вольфрамати звичайно утворюються при гідротермальних процесах.